# Vicky宣宣
Vicky宣宣（2006年2月3日—），本名張宇宣，中國大陸音樂創作人、BilibiliUp主和Youtuber，主要以原創音樂作品和在網絡平台上的活躍而受到關注。

## 經歷

### 早年
張宇宣成長於深圳，從小喜歡音樂，小學一年級時參加了小提琴興趣班，並自學鋼琴和吉他，到五年級開始系統學習小提琴，初中進入深圳藝術學校繼續學習小提琴。
2019年4月，13歲的張開始在Bilibili上傳視頻；12月28日，首次在B站發佈原創歌曲《December Composer》，播放量超過百萬。

### 2021年
3月，張宇宣因電影《穿普拉達的女王》而獲得靈感，花了約半小時創作出英文單曲《She》，該曲在B站發佈後當日即登上推薦排行榜首位，一周內獲得三百餘萬的播放量，隨後迫近千萬。同年7月，她發行了首張個人專輯《一宣一夏》。除了個人創作，她還參與了電影《中国医生》的宣傳曲《花開春還》的演唱。

### 2024年
8月4日，在深圳举办首场个人专场演唱会《绽放》。

## 音樂作品
專輯
- 《一宣一夏》（2021年）

單曲
- 《She》（2021年）
- 《三十二段留言》（2021年）

## 獲獎紀錄
- 2021年獲得Bilibili「年度百大UP主」稱號[9]
- 2021年《She》獲得Bilibili「年度最佳原創音樂」[10]

## 外部鏈接
- Vicky宣宣的新浪微博
- Vicky宣宣的Instagram帳戶
- Vicky宣宣的哔哩哔哩个人空间
- YouTube上的Vicky宣宣頻道